# Bohdanivka, Drabiv
Bohdanivka (în ucraineană Богданівка) este o comună în raionul Drabiv, regiunea Cerkasî, Ucraina, formată numai din satul de reședință.

## Demografie
Componența lingvistică a comunei Leninske
     Ucraineană (95,28%)
     Rusă (2,9%)
     Belarusă (1,81%)
Conform recensământului din 2001, majoritatea populației comunei Bohdanivka era vorbitoare de ucraineană (95,28%), existând în minoritate și vorbitori de rusă (2,9%) și belarusă (1,81%).